# Liste der Gemeindeverbände im Département Saône-et-Loire
Das Département Saône-et-Loire liegt in der Region Bourgogne-Franche-Comté in Frankreich. Es untergliedert sich in 20 Gemeindeverbände.
Siehe auch: Liste der Gemeinden im Département Saône-et-Loire

## Gemeindeverbände

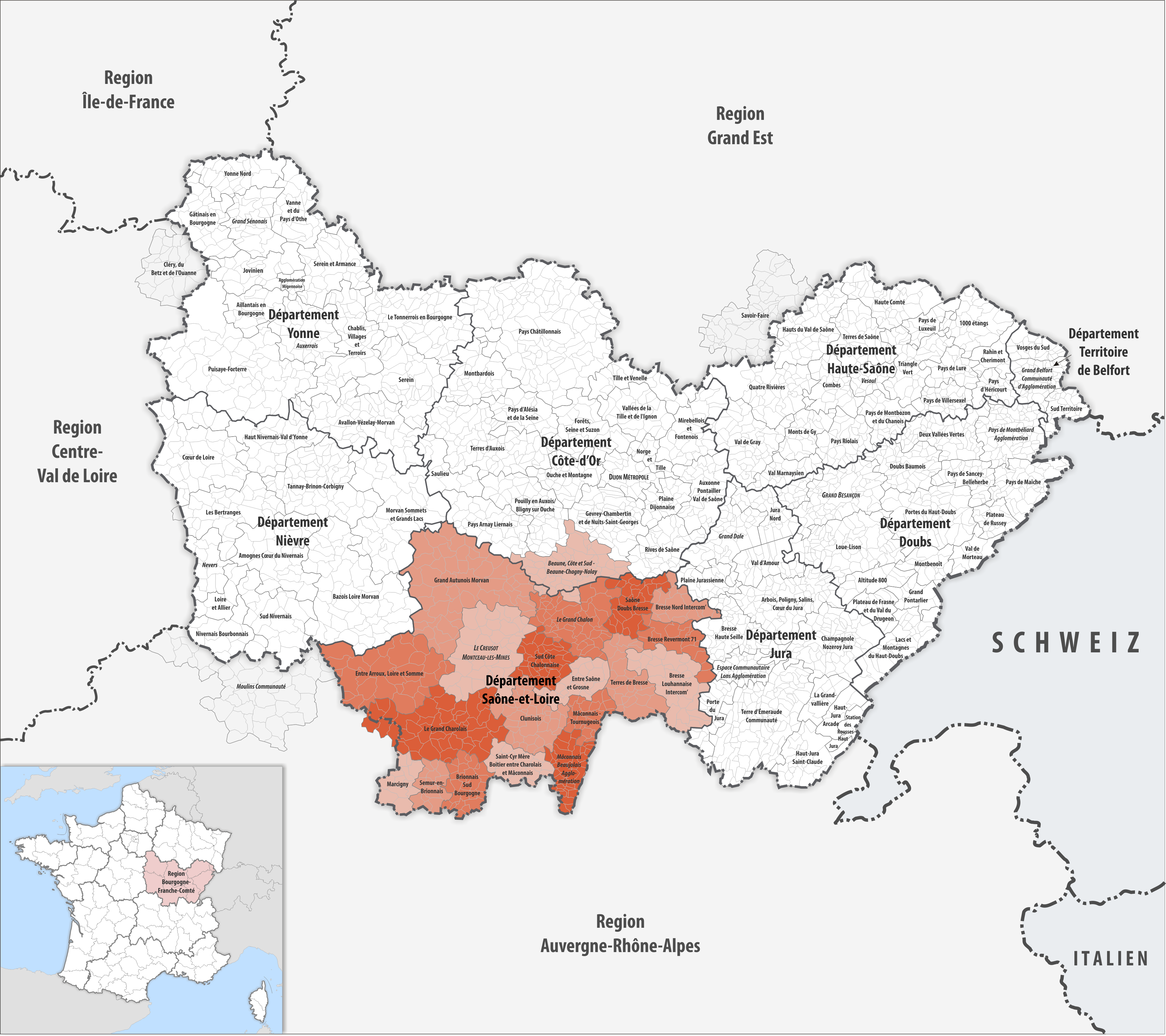
Gemeindeverbände im Département Saône-et-Loire

| Gemeindeverband                                     | Gemeinden im Départ./Verband | Einwohner 1. Januar 2022 | Fläche km² | Dichte Einw./km² | SIREN- Nummer | Rechtsform                 | Gründungsdatum    |
| --------------------------------------------------- | ---------------------------- | ------------------------ | ---------- | ---------------- | ------------- | -------------------------- | ----------------- |
| Beaune Côte et Sud                                  | 5/53                         | 50.592                   | 558,50     | 91               | 200 006 682   | Communauté d’agglomération | 20. Dezember 2006 |
| Bresse Louhannaise Intercom’                        | 30/30                        | 28.331                   | 509,86     | 56               | 200 071 579   | Communauté de communes     | 15. Dezember 2016 |
| Bresse Nord Intercom’                               | 16/16                        | 6.544                    | 242,67     | 27               | 247 100 647   | Communauté de communes     | 8. Dezember 1993  |
| Bresse Revermont 71                                 | 17/17                        | 10.001                   | 282,64     | 35               | 200 042 414   | Communauté de communes     | 1. Januar 2014    |
| Brionnais Sud Bourgogne                             | 29/29                        | 14.950                   | 290,93     | 51               | 200 070 548   | Communauté de communes     | 9. Dezember 2016  |
| Clunisois                                           | 41/41                        | 14.020                   | 448,67     | 31               | 200 040 293   | Communauté de communes     | 1. Januar 2014    |
| Entre Arroux, Loire et Somme                        | 30/30                        | 21.615                   | 864,71     | 25               | 200 070 316   | Communauté de communes     | 9. Dezember 2016  |
| Entre Saône et Grosne                               | 23/23                        | 11.101                   | 258,38     | 43               | 247 103 765   | Communauté de communes     | 1. Juli 1994      |
| Grand Autunois Morvan                               | 55/55                        | 35.106                   | 1.252,32   | 28               | 200 070 530   | Communauté de communes     | 8. Dezember 2016  |
| Le Creusot Montceau-les-Mines                       | 34/34                        | 90.474                   | 742,00     | 122              | 247 100 290   | Communauté urbaine         | 13. Januar 1970   |
| Le Grand Chalon                                     | 51/51                        | 113.440                  | 551,66     | 206              | 247 100 589   | Communauté d’agglomération | 21. Dezember 1993 |
| Le Grand Charolais                                  | 41/44                        | 39.454                   | 941,91     | 42               | 200 071 884   | Communauté de communes     | 16. Dezember 2016 |
| Mâconnais Beaujolais Agglomération                  | 38/39                        | 79.589                   | 298,20     | 267              | 200 070 308   | Communauté d’agglomération | 8. Dezember 2016  |
| Mâconnais-Tournugeois                               | 24/24                        | 15.906                   | 217,91     | 73               | 200 069 698   | Communauté de communes     | 1. Januar 2017    |
| Marcigny                                            | 12/12                        | 5.999                    | 224,67     | 27               | 247 100 639   | Communauté de communes     | 28. Dezember 1993 |
| Saint-Cyr Mère Boitier entre Charolais et Mâconnais | 16/16                        | 8.058                    | 257,68     | 31               | 200 071 645   | Communauté de communes     | 15. Dezember 2016 |
| Saône Doubs Bresse                                  | 26/26                        | 12.073                   | 316,60     | 38               | 200 040 038   | Communauté de communes     | 1. Januar 2014    |
| Semur-en-Brionnais                                  | 14/14                        | 5.206                    | 196,59     | 26               | 247 103 864   | Communauté de communes     | 15. November 1994 |
| Sud Côte Chalonnaise                                | 36/36                        | 11.540                   | 316,36     | 36               | 247 104 094   | Communauté de communes     | 6. September 2000 |
| Terres de Bresse                                    | 25/25                        | 22.711                   | 395,04     | 57               | 200 071 538   | Communauté de communes     | 15. Dezember 2016 |